# Robredo de Zamanzas
Robredo de Zamanzas es una localidad situada en la provincia de Burgos, comunidad autónoma de Castilla y León (España), comarca de Las Merindades, partido judicial de Villarcayo, ayuntamiento de Valle de Zamanzas.

## Geografía
En la margen izquierda del Ebro frente al valle de Manzanedo; a 29 km de Sedano, su antigua cabeza de partido, y a 73 de Burgos. A 5,5 km paran las líneas de autobús, Burgos-Santander y Burgos-Arija.

## Demografía
En el censo de 1950 contaba con 43 habitantes, pasando a 0 en 2007.

## Historia
Lugar perteneciente al Valle de Zamanzas, en el partido de Laredo, jurisdicción de señorío ejercida por , jurisdicción de señorío del Marquesado de Cilleruelo ejercida por el Duque de Frías, quien nombraba su regidore pedáneo.

## Parroquia

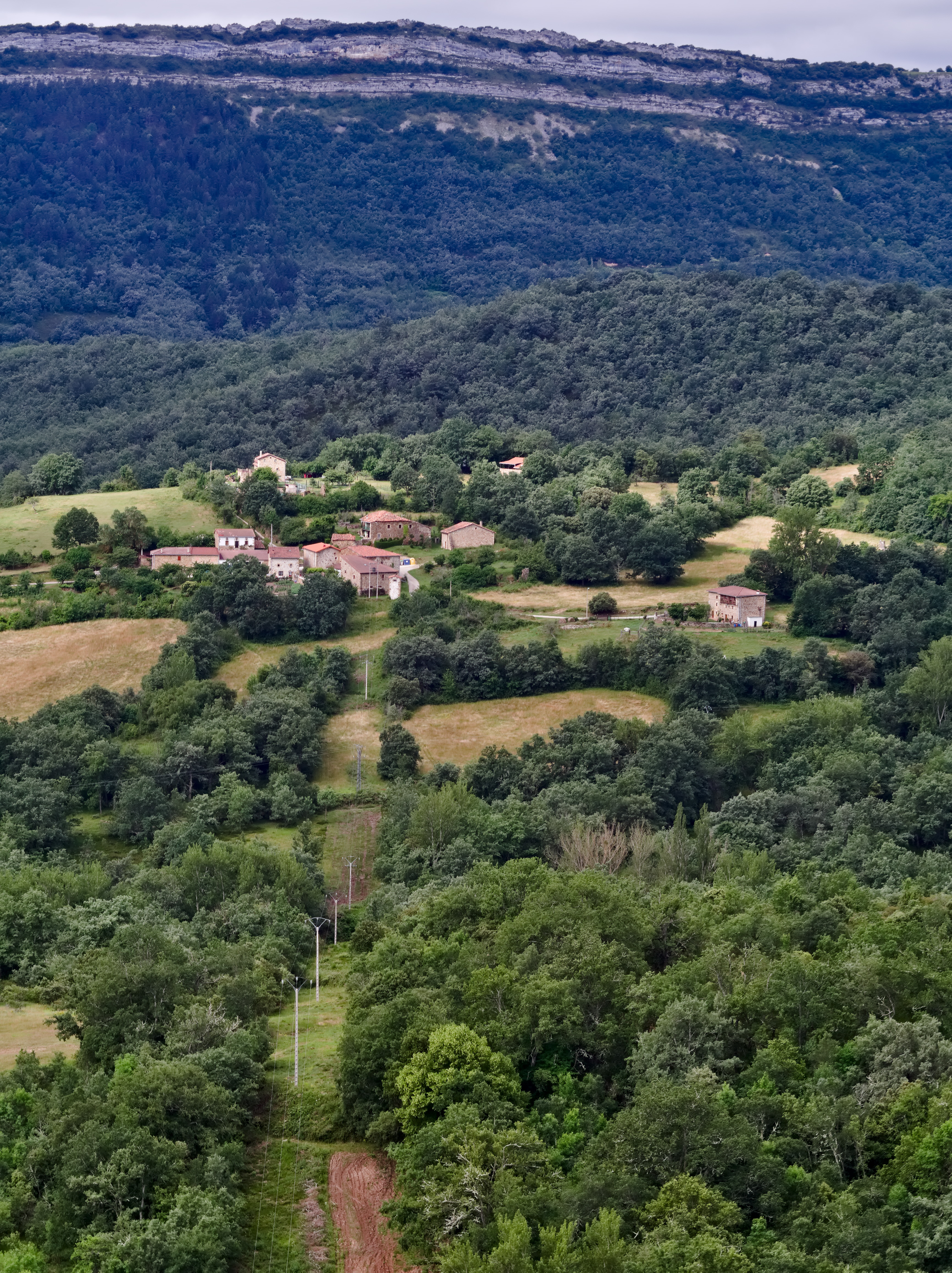
Robredo de Zamanzas, visto desde el norte

Iglesia de San Pedro Apóstol, dependiente de la parroquia de Sedano en el Arciprestazgo de Ubierna-Úrbel, diócesis de Burgos